# George Andrew Reisner

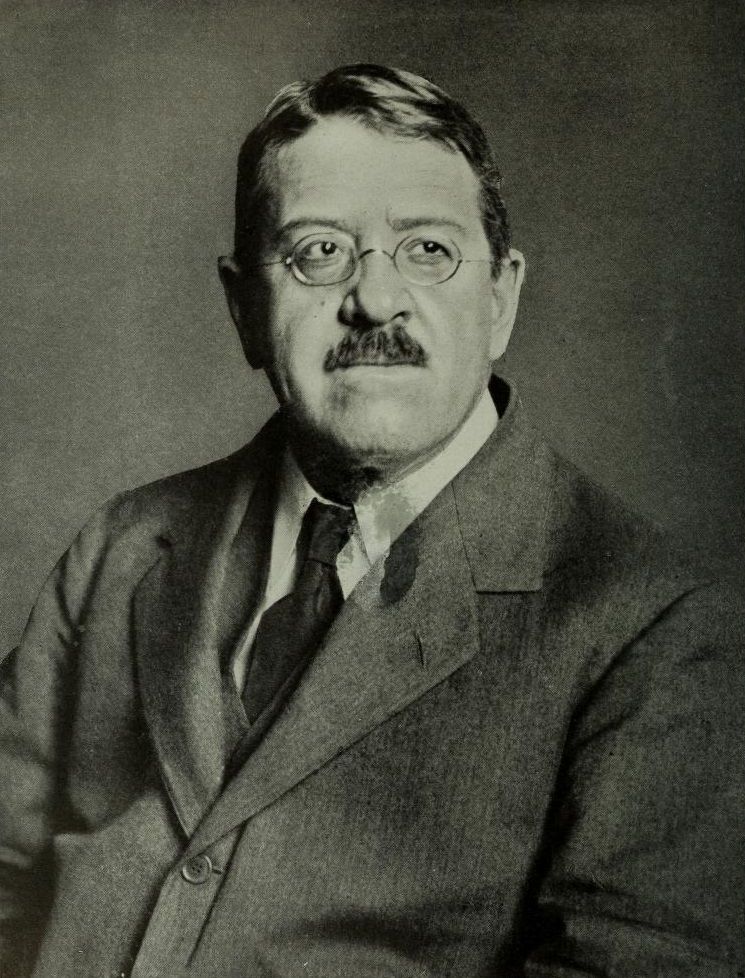
George Andrew Reisner

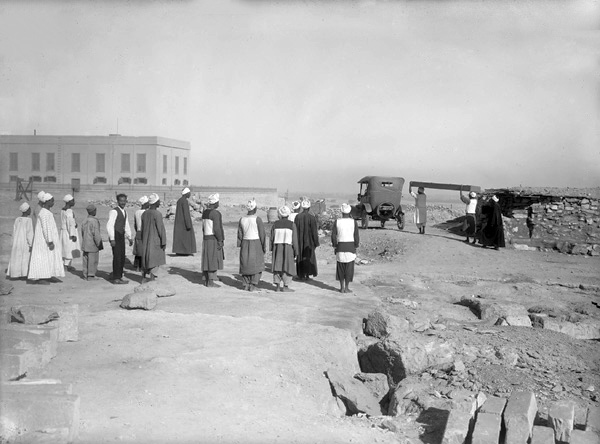
Ausgrabung von George Andrew Reisner in Gizeh 1926

George Andrew Reisner (* 5. November 1867 in Indianapolis, Indiana; † 6. Juni 1942 in Gizeh, Ägypten) auch bekannt als „Papa George“, war ein US-amerikanischer Ägyptologe.

## Leben
Die Familie Reisners stammt aus Worms in Deutschland, seine Großeltern wanderten in die USA aus. 1893 studierte George Reisner an der Harvard University Jura, wechselte aber kurz darauf das Studienfach und studierte dann Semitische Sprachen. Danach studierte er in Deutschland zuerst Keilschriften an der Universität Göttingen, dann Ägyptologie an der Friedrich-Wilhelms-Universität in der „Berliner Schule“ unter Adolf Erman und Kurt Sethe.
1896 kehrte er in die USA zurück und unterrichtete Semitistik an der Harvard University. Im Jahr 1897 trat er eine Stelle am Ägyptischen Museum in Kairo an, wo er zwei Jahre in der International Catalogue Commission arbeitete.
1899 leitete er seine erste Expedition nach Ägypten und wurde von den Assistenten Arthur C. Mace und Frederick William Green begleitet. In dieser Zeit konzentrierten sich seine Grabungen auf die Nekropole von Naga-ed-Deir. Im Auftrag der Harvard University leitete er von 1905 bis 1907 Grabungen in Gizeh und von 1907 bis 1909 in Nubien. Im Gegensatz zu vielen Kollegen seiner Zeit dokumentierte Reisner seine Grabungen sehr genau und fertigte dazu auch viele Skizzen und Fotos an. 1914 wurde er in die American Academy of Arts and Sciences gewählt. Im Jahr 1936 entdeckte Reisner bei einer Expedition eine Inschriftentafel aus dem Grab des altägyptischen Hundes Abutiu.
1929 wurde er als korrespondierendes Mitglied in die Sächsische Akademie der Wissenschaften aufgenommen.

## Veröffentlichungen (Auswahl)
- The Early Dynastic Cemeteries of Naga-ed-Dêr. Part I. University of California, Egyptian Archaeology Volume II, Hinrichs, Leipzig 1908 (PDF-Datei; 17,2 MB); abrufbar über Internet Archiv
- The Egyptian Conception of Immortality. Houghton Mifflin, Boston / New York 1912 (PDF-Datei; 3,25 MB); abrufbar über Digital Giza – The Giza Project at Harvard University
- Excavations at Kerma. Part I–III. Harvard African Studies, Volume V, Peabody Museum of Harvard University, Cambridge 1923
- Excavations at Kerma. Part IV–V. Harvard African Studies, Volume VI, Peabody Museum of Harvard University, Cambridge 1923 (Online) abrufbar über HathiTrust
- Mycerinus. The Temples of the Third Pyramid at Giza. Harvard University Press, Cambridge 1931 (PDF-Datei; 170 MB); abrufbar über Digital Giza
- A History of the Giza Necropolis. Volume I. Harvard University Press, Cambridge 1942 (PDF-Datei; 249 MB); abrufbar über Digital Giza
- A History of the Giza Necropolis. Volume II. The Tomb of Hetep-Heres the Mother of Cheops. von William Stevenson Smith vervollständigt und überarbeitet, Harvard University Press, Cambridge 1955 (PDF-Datei; 76,7 MB); abrufbar über Digital Giza